# Bonnie Claire
Koordinaten: 37° 13′ 36″ N, 117° 7′ 16″ W
Bonnie Claire ist eine Geisterstadt im Nye County im Bundesstaat Nevada.

## Lage
Bonnie Claire liegt am Rande der Sarcobatus Flat nahe der Nevada State Route 267 unweit nordöstlich der Staatsgrenze zu Kalifornien und zum Death-Valley-Nationalpark, welcher etwa 16 Meilen (25 Kilometer) entfernt liegt. Die nächste bewohnte Siedlung ist Scotty’s Junction am U.S. Highway 95, welches etwa 7 Meilen (11 Kilometer) nordöstlich gelegen ist.

## Geschichte
Bereits in den 1880er-Jahren wurde an einem als Throp's Wells bekannten Ort eine Erzmühle zur Verarbeitung des aus drei Bergwerken am etwa 10 Kilometer nördlich gelegenen Gold Mountain stammenden Erzes errichtet. Die Anlage wurde 1900 durch die Bonnie Claire Bullfrog Mining Company erworben, welche zusätzlich 1904 die Bonnie-Claire-Erzmühle zur Verarbeitung von Erzen des gesamten Distrikts errichtete. Die Siedlung blieb zunächst unbedeutend,  erst als im September 1906 die Anbindung an die Bullfrog Goldfield Railroad den noch Throp genannten Ort erreichte, setzte der Boom ein. Die Station der Bullfrog Goldfield Railroad wurde als Montana Station bezeichnet, doch stieß dieser Name bei den Anwohnern auf wenig Gegenliebe und so wurde die Ortschaft im Oktober 1906 als Bonnie Claire benannt. In den folgenden Jahren erlebte die Ortschaft einen kurzen Boom, doch wurde in der Umgebung weiter Bergbau betrieben. Als der Rückbau der Eisenbahnstrecke 1928 begann, wurde Bonnie Clare verlassen, kurzzeitig wurde 1940 bis 1954 in der Umgebung der Erzabbau wiederbelebt, seitdem ist die Ortschaft verlassen.
In der Nähe des Ortes wurde in den 1940er-Jahren ein Flugfeld angelegt, doch wurde dieses kaum genutzt und bereits wenige Jahre später wieder aufgegeben.